# LHJMQ 2012/13
Die LHJMQ-Saison 2012/13 war die 44. Spielzeit der Ligue de hockey junior majeur du Québec. Die reguläre Saison begann am 20. September 2012 und endete am 17. März 2013. Die Halifax Mooseheads gewannen als punktbestes Team der Vorrunde die Trophée Jean Rougeau. Die Play-offs begannen am 21. März 2013 und endeten am 10. Mai 2013 mit dem erstmaligen Coupe-du-Président-Gewinn der Halifax Mooseheads, die sich im LHJMQ-Finale gegen die Baie-Comeau Drakkar durchsetzten.

## Teamänderungen
Die Sherbrooke Phoenix wurden als neues Team in die LHJMQ aufgenommen und in die TELUS West Division gesetzt.

## Reguläre Saison

### Abschlusstabellen
Abkürzungen: GP = Spiele, W = Siege, L = Niederlagen, OTL = Niederlage nach Overtime, SOL = Niederlage nach Shootout, GF = Erzielte Tore, GA = Gegentore, Pts = Punkte

Erläuterungen:       = Play-off-Qualifikation,       = Division-Sieger,       = Trophée-Jean-Rougeau-Gewinner
| Maritimes Division           | GP | W  | L  | OTL | SOL | GF  | GA  | Pts |
| ---------------------------- | -- | -- | -- | --- | --- | --- | --- | --- |
| Halifax Mooseheads           | 68 | 58 | 6  | 3   | 1   | 347 | 176 | 120 |
| Moncton Wildcats             | 68 | 42 | 23 | 2   | 1   | 274 | 202 | 87  |
| P.E.I. Rocket                | 68 | 41 | 23 | 3   | 1   | 262 | 229 | 86  |
| Acadie-Bathurst Titan        | 68 | 26 | 35 | 5   | 2   | 232 | 278 | 59  |
| Saint John Sea Dogs          | 68 | 23 | 44 | 1   | 0   | 173 | 271 | 47  |
| Cape Breton Screaming Eagles | 68 | 14 | 46 | 3   | 5   | 161 | 308 | 36  |

| TELUS Division West          | GP | W  | L  | OTL | SOL | GF  | GA  | Pts |
| ---------------------------- | -- | -- | -- | --- | --- | --- | --- | --- |
| Blainville-Boisbriand Armada | 68 | 41 | 19 | 2   | 6   | 272 | 182 | 90  |
| Rouyn-Noranda Huskies        | 68 | 40 | 24 | 1   | 3   | 283 | 255 | 84  |
| Drummondville Voltigeurs     | 68 | 38 | 26 | 2   | 2   | 226 | 229 | 80  |
| Val-d’Or Foreurs             | 68 | 35 | 27 | 0   | 6   | 274 | 254 | 76  |
| Gatineau Olympiques          | 68 | 29 | 34 | 1   | 4   | 220 | 265 | 63  |
| Sherbrooke Phoenix           | 68 | 21 | 38 | 3   | 6   | 188 | 282 | 51  |

| TELUS Division East   | GP | W  | L  | OTL | SOL | GF  | GA  | Pts |
| --------------------- | -- | -- | -- | --- | --- | --- | --- | --- |
| Baie-Comeau Drakkar   | 68 | 44 | 19 | 2   | 3   | 274 | 191 | 93  |
| Rimouski Océanic      | 68 | 41 | 18 | 3   | 6   | 264 | 223 | 91  |
| Québec Remparts       | 68 | 42 | 21 | 3   | 2   | 241 | 197 | 89  |
| Victoriaville Tigres  | 68 | 32 | 27 | 3   | 6   | 234 | 226 | 73  |
| Chicoutimi Saguenéens | 68 | 30 | 31 | 2   | 5   | 198 | 225 | 67  |
| Shawinigan Cataractes | 68 | 15 | 46 | 5   | 2   | 154 | 284 | 37  |

### Beste Scorer
Abkürzungen: GP = Spiele, G = Tore, A = Assists, Pts = Punkte, PIM = Strafminuten; Fett: Saisonbestwert
| Spieler          | Team                                          | GP | G  | A  | Pts | PIM |
| ---------------- | --------------------------------------------- | -- | -- | -- | --- | --- |
| Ben Duffy        | P.E.I. Rocket                                 | 68 | 39 | 71 | 110 | 4   |
| Jonathan Drouin  | Halifax Mooseheads                            | 49 | 41 | 64 | 105 | 32  |
| Josh Currie      | P.E.I. Rocket                                 | 68 | 49 | 55 | 104 | 62  |
| Peter Trainor    | Rimouski Océanic                              | 68 | 46 | 54 | 100 | 45  |
| Dmitrij Jaškin   | Moncton Wildcats                              | 51 | 46 | 53 | 99  | 73  |
| Sven Andrighetto | Rouyn-Noranda Huskies                         | 53 | 31 | 67 | 98  | 45  |
| Alexandre Lavoie | Rimouski Océanic Cape Breton Screaming Eagles | 63 | 36 | 60 | 96  | 50  |
| Zach O’Brien     | Acadie-Bathurst Titan                         | 66 | 47 | 45 | 92  | 2   |
| Anton Slobin     | Val-d’Or Foreurs                              | 61 | 29 | 62 | 91  | 43  |
| Anthony Mantha   | Val-d’Or Foreurs                              | 67 | 50 | 39 | 89  | 71  |

### Beste Torhüter
Abkürzungen: GP = Spiele, TOI = Eiszeit (in Minuten), W = Siege, L = Niederlagen, OTL = Overtime/Shootout-Niederlagen, GA = Gegentore, SO = Shutouts, Sv% = gehaltene Schüsse (in %), GAA = Gegentorschnitt
| Spieler           | Team                         | GP | TOI  | W  | L  | OTL | GA  | SO | Sv%  | GAA  |
| ----------------- | ---------------------------- | -- | ---- | -- | -- | --- | --- | -- | ---- | ---- |
| Etienne Marcoux   | Blainville-Boisbriand Armada | 42 | 2439 | 27 | 10 | 1   | 87  | 4  | 91,3 | 2,14 |
| Antoine Bibeau    | P.E.I. Rocket                | 46 | 2520 | 28 | 11 | 2   | 118 | 5  | 91,1 | 2,81 |
| François Brassard | Québec Remparts              | 58 | 3292 | 33 | 18 | 2   | 150 | 2  | 90,9 | 2,73 |
| Zachary Fucale    | Halifax Mooseheads           | 55 | 3161 | 45 | 5  | 2   | 124 | 2  | 90,9 | 2,35 |

## Play-offs

### Play-off-Baum
|  | 1. Runde                                                              | 1. Runde                 | 1. Runde            |    | Viertelfinale          | Viertelfinale      | Viertelfinale |                    | Halbfinale             | Halbfinale | Halbfinale |  |  | Coupe-du-Président-Finale | Coupe-du-Président-Finale | Coupe-du-Président-Finale |
|  |                                                                       |                          |                     |    |                        |                    |               |                    |                        |            |            |  |  |                           |                           |                           |
|  | 1                                                                     | Halifax Mooseheads       | 4                   |    | 1                      | Halifax Mooseheads | 4             |                    |                        |            |            |  |  |                           |                           |                           |
|  | 16                                                                    | Saint John Sea Dogs      | 0                   | 13 | Gatineau Olympiques    | 0                  |               |                    |                        |            |            |  |  |                           |                           |                           |
|  |                                                                       |                          |                     |    |                        |                    |               |                    |                        |            |            |  |  |                           |                           |                           |
|  | 2                                                                     | Baie-Comeau Drakkar      | 4                   |    |                        |                    |               |                    |                        |            |            |  |  |                           |                           |                           |
|  | 15                                                                    | Sherbrooke Phoenix       | 0                   |    |                        |                    |               |                    |                        |            |            |  |  |                           |                           |                           |
|  | 15                                                                    | Sherbrooke Phoenix       | 0                   | 1  | Halifax Mooseheads     | 4                  |               |                    |                        |            |            |  |  |                           |                           |                           |
|  |                                                                       |                          |                     | 1  | Halifax Mooseheads     | 4                  |               |                    |                        |            |            |  |  |                           |                           |                           |
|  | 8                                                                     | Rouyn-Noranda Huskies    | 0                   |    |                        |                    |               |                    |                        |            |            |  |  |                           |                           |                           |
|  | 8                                                                     | Rouyn-Noranda Huskies    | 0                   | 3  | Blainv.-Boisbr. Armada | 4                  |               |                    |                        |            |            |  |  |                           |                           |                           |
|  |                                                                       |                          |                     | 3  | Blainv.-Boisbr. Armada | 4                  |               |                    |                        |            |            |  |  |                           |                           |                           |
|  | 14                                                                    | Acadie-Bathurst Titan    | 1                   |    |                        |                    |               |                    |                        |            |            |  |  |                           |                           |                           |
|  |                                                                       |                          |                     |    |                        |                    |               |                    |                        |            |            |  |  |                           |                           |                           |
|  | 4                                                                     | Rimouski Océanic         | 2                   | 2  | Baie-Comeau Drakkar    | 4                  |               |                    |                        |            |            |  |  |                           |                           |                           |
|  | 13                                                                    | Gatineau Olympiques      | 4                   | 11 | Victoriaville Tigres   | 0                  |               |                    |                        |            |            |  |  |                           |                           |                           |
|  | 13                                                                    | Gatineau Olympiques      | 4                   | 11 | Victoriaville Tigres   | 0                  | 1             | Halifax Mooseheads | 4                      |            |            |  |  |                           |                           |                           |
|  | (Die Teams werden nach der ersten und der zweiten Runde neu gesetzt.) |                          |                     |    |                        |                    | 1             | Halifax Mooseheads | 4                      |            |            |  |  |                           |                           |                           |
|  |                                                                       | 2                        | Baie-Comeau Drakkar | 1  |                        |                    |               |                    |                        |            |            |  |  |                           |                           |                           |
|  | 5                                                                     | 2                        | Baie-Comeau Drakkar | 1  | Québec Remparts        | 4                  |               | 3                  | Blainv.-Boisbr. Armada | 4          |            |  |  |                           |                           |                           |
|  | 5                                                                     |                          |                     |    | Québec Remparts        | 4                  |               | 3                  | Blainv.-Boisbr. Armada | 4          |            |  |  |                           |                           |                           |
|  | 12                                                                    | Chicoutimi Saguenéens    | 2                   | 10 | Val-d’Or Foreurs       | 0                  |               |                    |                        |            |            |  |  |                           |                           |                           |
|  |                                                                       |                          |                     |    |                        |                    |               |                    |                        |            |            |  |  |                           |                           |                           |
|  | 6                                                                     | Moncton Wildcats         | 1                   |    |                        |                    |               |                    |                        |            |            |  |  |                           |                           |                           |
|  | 11                                                                    | Victoriaville Tigres     | 4                   |    |                        |                    |               |                    |                        |            |            |  |  |                           |                           |                           |
|  | 11                                                                    | Victoriaville Tigres     | 4                   | 2  | Baie-Comeau Drakkar    | 4                  |               |                    |                        |            |            |  |  |                           |                           |                           |
|  |                                                                       |                          |                     | 2  | Baie-Comeau Drakkar    | 4                  |               |                    |                        |            |            |  |  |                           |                           |                           |
|  | 3                                                                     | Blainv.-Boisbr. Armada   | 2                   |    |                        |                    |               |                    |                        |            |            |  |  |                           |                           |                           |
|  | 3                                                                     | Blainv.-Boisbr. Armada   | 2                   | 7  | P.E.I. Rocket          | 2                  |               |                    |                        |            |            |  |  |                           |                           |                           |
|  |                                                                       |                          |                     | 7  | P.E.I. Rocket          | 2                  |               |                    |                        |            |            |  |  |                           |                           |                           |
|  | 10                                                                    | Val-d’Or Foreurs         | 4                   |    |                        |                    |               |                    |                        |            |            |  |  |                           |                           |                           |
|  |                                                                       |                          |                     |    |                        |                    |               |                    |                        |            |            |  |  |                           |                           |                           |
|  | 8                                                                     | Rouyn-Noranda Huskies    | 4                   | 5  | Québec Remparts        | 1                  |               |                    |                        |            |            |  |  |                           |                           |                           |
|  | 9                                                                     | Drummondville Voltigeurs | 1                   | 8  | Rouyn-Noranda Huskies  | 4                  |               |                    |                        |            |            |  |  |                           |                           |                           |

### Coupe-du-Président-Finale

#### (1) Halifax Mooseheads – (2) Baie-Comeau Drakkar
| 3. Mai 2013 18:00 Uhr (Ortszeit) | Halifax Mooseheads Konrad Abeltshauser (36:20) Trey Lewis (45:52) Ryan Falkenham (54:46) Stefan Fournier (58:55) | 4:0 (0:0, 1:0, 3:0) Spielbericht Stand: 1:0 | Baie-Comeau Drakkar | Halifax Metro Centre, Halifax, Nova Scotia Zuschauer: 10.595 |

| 4. Mai 2013 18:00 Uhr | Halifax Mooseheads Stephen MacAulay (11:49) Konrad Abeltshauser (16:02) Stefan Fournier (35:48) Matthew Boudreau (39:54) | 4:3 (2:0, 2:1, 0:2) Spielbericht Stand: 2:0 | Baie-Comeau Drakkar Walentin Sykow (36:37) Carl Gélinas (58:27) Petr Straka (59:58) | Halifax Metro Centre, Halifax, Nova Scotia Zuschauer: 10.595 |

| 7. Mai 2013 19:30 Uhr | Baie-Comeau Drakkar Walentin Sykow (35:50) Gabryel Paquin-Boudreau (42:49) Carl Gélinas (59:02) | 3:1 (0:0, 1:0, 2:1) Spielbericht Stand: 1:2 | Halifax Mooseheads Andrew Ryan (50:17) | Centre Henry-Leonard, Baie-Comeau, Québec Zuschauer: 3.042 |

| 8. Mai 2013 19:30 Uhr | Baie-Comeau Drakkar Samuel Noreau (18:28) Petr Straka (21:30) Carl Gélinas (28:41) Gabryel Paquin-Boudreau (46:11) | 4:7 (1:0, 2:6, 1:1) Spielbericht Stand: 1:3 | Halifax Mooseheads Jonathan Drouin (27:08) Martin Frk (27:23) Martin Frk (30:29) Andrew Ryan (31:01) Nathan MacKinnon (33:54) Trey Lewis (39:08) Konrad Abeltshauser (44:50) | Centre Henry-Leonard, Baie-Comeau, Québec Zuschauer: 3.042 |

| 10. Mai 2013 19:00 Uhr | Halifax Mooseheads Stephen MacAulay (5:32) Stefan Fournier (13:19) Jonathan Drouin (15:08) Nathan MacKinnon (53:52) Stephen MacAulay (58:41) | 5:1 (3:0, 0:1, 2:0) Spielbericht Stand: 4:1 | Baie-Comeau Drakkar Walentin Sykow (33:10) | Halifax Metro Centre, Halifax, Nova Scotia Zuschauer: 10.595 |

### Coupe-du-Président-Sieger
| Coupe-du-Président-Sieger Halifax Mooseheads | Torhüter: Chris Clarke, Zachary Fucale Verteidiger: Konrad Abeltshauser, Brennan Bailey, Brendan Duke, Austyn Hardie, Trey Lewis, Brian Lovell, Matt Murphy, MacKenzie Weegar Angreifer: Liam Alcalde, Brent Andrews, Darcy Ashley, Dominic Beauchemin, Matthew Boudreau, Luca Ciampini, Jonathan Drouin, Ryan Falkenham, Stefan Fournier, Martin Frk, Max Lindsay, Stephen MacAulay, Nathan MacKinnon, Andrew Ryan Cheftrainer: Dominique Ducharme General Manager: Cam Russell |

### Beste Scorer
Abkürzungen: GP = Spiele, G = Tore, A = Assists, Pts = Punkte, PIM = Strafminuten; Fett: Saisonbestwert
| Spieler            | Team          | GP | G  | A  | Pts | PIM |
| ------------------ | ------------- | -- | -- | -- | --- | --- |
| Jonathan Drouin    | Halifax       | 17 | 12 | 23 | 35  | 14  |
| Martin Frk         | Halifax       | 17 | 13 | 20 | 33  | 32  |
| Nathan MacKinnon   | Halifax       | 17 | 11 | 22 | 33  | 12  |
| Sven Andrighetto   | Rouyn-Noranda | 14 | 8  | 22 | 30  | 14  |
| Stefan Fournier    | Halifax       | 17 | 16 | 13 | 29  | 31  |
| Petr Straka        | Baie-Comeau   | 19 | 11 | 14 | 25  | 12  |
| Nikita Kutscherow  | Rouyn-Noranda | 14 | 9  | 15 | 24  | 10  |
| Jean-Sébastien Dea | Rouyn-Noranda | 14 | 12 | 9  | 21  | 24  |
| Carl Gélinas       | Baie-Comeau   | 19 | 7  | 14 | 21  | 12  |
| Stephen MacAulay   | Halifax       | 16 | 8  | 12 | 20  | 24  |

### Beste Torhüter
Abkürzungen: GP = Spiele, TOI = Eiszeit (in Minuten), W = Siege, L = Niederlagen, OTL = Overtime/Shootout-Niederlagen, GA = Gegentore, SO = Shutouts, Sv% = gehaltene Schüsse (in %), GAA = Gegentorschnitt
| Spieler         | Team                  | GP | TOI  | W  | L | GA | SO | Sv%  | GAA  |
| --------------- | --------------------- | -- | ---- | -- | - | -- | -- | ---- | ---- |
| Brandon Whitney | Victoriaville         | 9  | 534  | 4  | 4 | 26 | 2  | 92,8 | 2,92 |
| Etienne Marcoux | Blainville-Boisbriand | 14 | 843  | 10 | 3 | 30 | 2  | 92,0 | 2,13 |
| Zachary Fucale  | Halifax               | 17 | 1042 | 16 | 1 | 35 | 3  | 91,8 | 2,02 |

## Auszeichnungen

### All-Star-Teams
| First All-Star-Team |                                                |
| Angriff:            | Jonathan Drouin – Josh Currie – Dmitrij Jaškin |
| Verteidigung:       | Kevin Gagné – Xavier Ouellet                   |
| Tor:                | Zachary Fucale                                 |

| Second All-Star-Team |                                                   |
| Angriff:             | Peter Trainor – Nathan MacKinnon – Anthony Mantha |
| Verteidigung:        | Mathieu Brisebois – Konrad Abeltshauser           |
| Tor:                 | Étienne Marcoux                                   |

### All-Rookie-Team
| Rookie All-Star-Team |                                                      |
| Angriff:             | Iwan Barbaschow – Frédérik Gauthier – Walentin Sykow |
| Verteidigung:        | Jan Košťálek – MacKenzie Weegar                      |
| Tor:                 | Philippe Desrosiers                                  |

### Vergebene Trophäen
| Auszeichnung            | Auszeichnung           | Team                                   |
| ----------------------- | ---------------------- | -------------------------------------- |
| Coupe du Président      | Coupe du Président     | Halifax Mooseheads                     |
| Trophée Jean Rougeau    | Trophée Jean Rougeau   | Halifax Mooseheads                     |
| Trophée Luc Robitaille  | Trophée Luc Robitaille | Halifax Mooseheads                     |
| Trophée Robert LeBel    | Trophée Robert LeBel   | Halifax Mooseheads                     |
| Auszeichnung            | Spieler                | Team                                   |
| Trophée Michel Brière   | Jonathan Drouin        | Halifax Mooseheads                     |
| Trophée Jean Béliveau   | Ben Duffy              | P.E.I. Rocket                          |
| Trophée Guy Lafleur     | Jonathan Drouin        | Halifax Mooseheads                     |
| Trophée Jacques Plante  | Étienne Marcoux        | Blainville-Boisbriand Armada           |
| Trophée Guy Carbonneau  | Félix Girard           | Baie-Comeau Drakkar                    |
| Trophée Émile Bouchard  | Kevin Gagné            | Rimouski Océanic                       |
| Trophée Kevin Lowe      | Jonathan Narbonne      | Shawinigan Cataractes Moncton Wildcats |
| Trophée Michael Bossy   | Jonathan Drouin        | Halifax Mooseheads                     |
| Coupe RDS               | Walentin Sykow         | Baie-Comeau Drakkar                    |
| Trophée Michel Bergeron | Walentin Sykow         | Baie-Comeau Drakkar                    |
| Trophée Raymond Lagacé  | Philippe Desrosiers    | Rimouski Océanic                       |
| Trophée Frank J. Selke  | Zach O’Brien           | Acadie-Bathurst Titan                  |
| Plaque Karcher          | Konrad Abeltshauser    | Halifax Mooseheads                     |
| Trophée Marcel Robert   | Charles-David Beaudoin | Drummondville Voltigeurs               |
| Trophée Paul Dumont     | Jonathan Drouin        | Halifax Mooseheads                     |
| Trophée Ron Lapointe    | Dominique Ducharme     | Halifax Mooseheads                     |
| Trophée Maurice Filion  | Philippe Boucher       | Rimouski Océanic                       |
| Trophée John Horman     | Serge Proulx           | Drakkar de Baie-Comeau                 |
| Trophée Jean Sawyer     | Serge Proulx           | Drakkar de Baie-Comeau                 |